# French Affair
French Affair – niemiecko-francuski zespół grający muzykę pop, założony w 2000 roku, znany z hitów „Sexy”, „Do What You Like” i „My Heart Goes Boom”. 
Wokalistką grupy jest Barbara Alcindor, urodzona w Paryżu, obecnie żyjąca w Londynie. Piosenki wydane na albumie Desire (a szczególnie „My Heart Goes Boom”, „Poison” i „Do What You Like”) stały się popularne w całej Europie. Single zespołu wydane są w przeszło 58 krajach, a sprzedaż albumu przekroczyła 2,5 miliona.

## Dyskografia

### Albumy
- Desire (2000)

1. "My Heart Goes Boom (La Di Da Da)" 3:40
2. "I Want Your Love" 3:58
3. "Desire" 4:01
4. "Poison" - Radio Version 3:18
5. "I Can't Say Goodbye" 3:19
6. "Do What You Like" - Radio Version 3:52
7. "My Boots Are Made for Walking" 2:50
8. "If You Give Me Credit" 3:15
9. "Je Ne Sais Pas Pourquoi" 3:57
10. "Take My Love Mon Amour" 4:45
11. "My Heart Goes Boom" (K's House RMX) 7:03
12. "Do What You Like" (I Like House RMX) 6:05

Rozszerzone edycje zawierały klipy
1. 1 "My Heart Goes Boom (La Di Da Da)"
2. 2 "Do What You Like"

- Rendezvous (2006)

1. "Symphonie D'amour" 4:06
2. "Je pense à toi" 3:37
3. "Encore une fois" 3:59
4. "L'amour" 3:38
5. "Oh dis moi" 3:28
6. "C'est la vie" 3:31
7. "Danse avec moi" 3:10
8. "Sans concession" 3:10
9. "Bossa Paris" 3:19
10. "Melancolie" 4:03
11. "La mer" 6:50

- Belle Epoque (2008)

1. "Sexy" 3:48
2. "Comme Ci Comme Ca" 3:34
3. "I Like That" 3:18
4. "Join The Club" 3:07
5. "More and More" 3:17
6. "Ring Ding Dong" 3:02
7. "On and On" 3:38
8. "À quoi tu pense" 6:43
9. "Tonight" 3:44
10. "Follow me" 3:08
11. "Like A Dream" 4:29

## Single
- "My Heart Goes Boom" (2000)
- "Do What You Like" (2000)
- "Poison" (2000)
- "I Want Your Love" (2000)
- "Sexy" (2001)
- "I Like That" (2002)
- "Comme Ci Comme Ca" (2003)
- "Everything Is You" (2003)